# Eliteserien 2024
La Eliteserien 2024 è stata l'80ª edizione della Eliteserien, massima serie del campionato norvegese di calcio. La stagione è iniziata il 31 marzo 2024 ed è terminata il 1° dicembre 2024, escludendo gli spareggi. Il Bodø/Glimt era la squadra campione in carica e si è riconfermata, vincendo il suo quarto titolo stagionale.

## Stagione

### Novità
Dalla Eliteserien 2023 sono state retrocesse il Vålerenga, lo Stabæk e l'Aalesunds, sostituite dal Fredrikstad, dal KFUM Oslo e dal Kristiansund, promosse dalla 1. divisjon 2023.

### Formula
Le 16 squadre partecipanti si affrontano in un girone all'italiana con partite di andata e ritorno per un totale di 30 giornate. La squadra prima classificata viene dichiarata campione di Norvegia ed accede alla UEFA Champions League 2025-2026 assieme alla seconda classificata, partendo rispettivamente dagli spareggi (per la prima classificata) e dal secondo turno di qualificazione (per la seconda classificata). La terza e la quarta classificata in campionato sono ammesse alla UEFA Europa Conference League 2025-2026 partendo dal secondo turno di qualificazione. La terzultima classificata affronta la vincente dei play-off di 1. divisjon nello spareggio promozione-retrocessione. Le ultime due classificate retrocedono direttamente in 1. divisjon.

## Squadre partecipanti
| Club            | Città        | Stadio               | Stagione precedente      |
| --------------- | ------------ | -------------------- | ------------------------ |
| Bodø/Glimt      | Bodø         | Aspmyra Stadion      | Campione di Norvegia     |
| Brann           | Bergen       | Brann Stadion        | 2º posto in Eliteserien  |
| Fredrikstad     | Fredrikstad  | Fredrikstad Stadion  | 1° in 1. divisjon        |
| HamKam          | Hamar        | Briskeby Arena       | 11º posto in Eliteserien |
| Haugesund       | Haugesund    | Haugesund Stadion    | 12º posto in Eliteserien |
| KFUM Oslo       | Oslo         | KFUM-Arena           | 2° in 1. divisjon        |
| Kristiansund BK | Kristiansund | Kristiansund Stadion | 4° in 1. divisjon        |
| Lillestrøm      | Lillestrøm   | Åråsen Stadion       | 6º posto in Eliteserien  |
| Molde           | Molde        | Aker Stadion         | 5º posto in Eliteserien  |
| Odd             | Skien        | Skagerak Arena       | 10º posto in Eliteserien |
| Rosenborg       | Trondheim    | Lerkendal Stadion    | 9º posto in Eliteserien  |
| Sandefjord      | Sandefjord   | Release Arena        | 13º posto in Eliteserien |
| Sarpsborg 08    | Sarpsborg    | Sarpsborg Stadion    | 8º posto in Eliteserien  |
| Strømsgodset    | Drammen      | Marienlyst Stadion   | 7º posto in Eliteserien  |
| Tromsø          | Tromsø       | Alfheim Stadion      | 3º posto in Eliteserien  |
| Viking          | Stavanger    | SR-Bank Arena        | 4º posto in Eliteserien  |

## Classifica
|                     | Pos. | Squadra         | Pt | G  | V  | P  | S  | GF | GS | DR  |
| ------------------- | ---- | --------------- | -- | -- | -- | -- | -- | -- | -- | --- |
| Norvegia (bandiera) | 1.   | Bodø/Glimt      | 62 | 30 | 18 | 8  | 4  | 71 | 31 | +40 |
|                     | 2.   | Brann           | 59 | 30 | 17 | 8  | 5  | 55 | 33 | +22 |
|                     | 3.   | Viking          | 57 | 30 | 16 | 9  | 5  | 61 | 39 | +22 |
|                     | 4.   | Rosenborg       | 53 | 30 | 16 | 5  | 9  | 52 | 39 | +13 |
|                     | 5.   | Molde           | 52 | 30 | 15 | 7  | 8  | 64 | 36 | +28 |
|                     | 6.   | Fredrikstad     | 51 | 30 | 14 | 9  | 7  | 39 | 35 | +4  |
|                     | 7.   | Strømsgodset    | 38 | 30 | 10 | 8  | 12 | 32 | 40 | -8  |
|                     | 8.   | KFUM Oslo       | 37 | 30 | 9  | 10 | 11 | 35 | 36 | -1  |
|                     | 9.   | Sarpsborg 08    | 37 | 30 | 10 | 7  | 13 | 43 | 55 | -12 |
|                     | 10.  | Sandefjord      | 34 | 30 | 8  | 7  | 13 | 41 | 46 | -5  |
|                     | 11.  | Kristiansund BK | 34 | 30 | 7  | 10 | 11 | 32 | 45 | -13 |
|                     | 12.  | HamKam          | 33 | 30 | 8  | 9  | 11 | 34 | 39 | -5  |
|                     | 13.  | Tromsø          | 33 | 30 | 8  | 6  | 14 | 34 | 44 | -10 |
|                     | 14.  | Haugesund       | 33 | 30 | 8  | 6  | 14 | 29 | 46 | -17 |
|                     | 15.  | Lillestrøm      | 24 | 30 | 7  | 3  | 18 | 33 | 63 | -30 |
|                     | 16.  | Odd             | 23 | 30 | 5  | 8  | 15 | 26 | 54 | -28 |

Legenda:
      Campione di Norvegia e ammessa agli Spareggi della UEFA Champions League 2025-2026
      Ammessa al Secondo turno di qualificazione della UEFA Europa League 2025-2026
      Ammesse al Secondo turno di qualificazione della UEFA Conference League 2025-2026
 Ammesso allo spareggio promozione-retrocessione
      Retrocesse in 1. divisjon 2025
Note:
Tre punti a vittoria, uno a pareggio, zero a sconfitta.
La classifica viene stilata secondo i seguenti criteri:
- Punti conquistati
- Differenza reti generale
- Reti totali realizzate
- Punti conquistati negli scontri diretti
- Differenza reti negli scontri diretti
- Reti realizzate in trasferta negli scontri diretti (solo tra due squadre)
- Reti realizzate negli scontri diretti
- Spareggio (solo per decidere la squadra campione, l'ammissione agli spareggi e le retrocessioni)

## Risultati
Aggiornati all'11 novembre 2024
|              | BOD  | BRA  | FRE  | HAM  | HAU  | KFUM | KRI  | LIL  | MOL  | ODD  | RBK  | SAN  | SAR  | STM  | TRO  | VIK  |
| ------------ | ---- | ---- | ---- | ---- | ---- | ---- | ---- | ---- | ---- | ---- | ---- | ---- | ---- | ---- | ---- | ---- |
| Bodø/Glimt   | –––– | 5-1  | 2-2  | 3-0  | 4-2  | 2-2  | 4-0  |      | 1-1  | 3-1  | 2-3  | 1-1  | 6-0  | 1-0  | 4-0  | 1-0  |
| Brann        | 4-1  | –––– | 0-2  | 1-0  | 1-1  | 2-0  | 2-1  | 2-1  | 1-3  | 2-0  | 3-0  | 2-1  | 1-3  | 0-0  | 4-0  |      |
| Fredrikstad  | 0-2  | 0-4  | –––– |      | 1-0  | 0-0  | 1-1  | 2-1  | 0-0  | 2-0  | 2-2  | 1-0  | 2-2  | 4-1  | 0-0  | 3-2  |
| HamKam       | 1-0  | 1-2  | 0-1  | –––– | 2-2  |      | 1-0  | 5-0  | 0-1  | 1-0  | 0-2  | 1-1  | 0-2  | 0-1  | 0-0  | 3-3  |
| Haugesund    | 0-1  | 0-1  | 1-0  | 0-1  | –––– | 0-1  | 1-0  | 0-2  | 0-3  |      | 1-3  | 2-1  | 1-2  | 0-0  | 2-0  | 1-0  |
| KFUM Oslo    | 1-1  | 0-0  | 1-4  | 1-1  | 0-0  | –––– |      | 2-0  | 1-1  | 0-0  | 1-0  | 3-3  | 1-2  | 1-3  | 0-1  | 1-2  |
| Kristiansund | 2-4  | 2-2  | 3-1  | 1-1  | 2-2  | 1-1  | –––– | 2-1  | 0-4  | 0-0  |      | 2-1  | 3-1  | 0-0  | 1-0  | 0-1  |
| Lillestrøm   | 0-5  | 0-2  | 0-3  | 1-1  | 0-1  | 2-1  | 2-3  | –––– | 1-2  | 3-0  | 1-1  |      | 2-2  | 3-1  | 0-1  | 1-4  |
| Molde        | 3-3  |      | 6-1  | 3-0  | 2-1  | 2-3  | 2-0  | 3-0  | –––– | 1-2  | 2-2  | 0-1  | 2-4  | 4-0  | 5-3  | 2-2  |
| Odd          |      | 0-3  | 0-2  | 1-2  | 1-2  | 1-3  | 1-1  | 2-1  | 0-4  | –––– | 1-3  | 2-2  | 1-1  | 2-0  | 1-0  | 3-3  |
| Rosenborg    | 1-3  |      | 1-1  | 1-0  | 4-0  | 1-3  | 2-1  | 4-0  | 2-1  | 2-1  | –––– | 2-0  |      | 1-0  | 1-0  | 2-1  |
| Sandefjord   | 2-1  | 2-2  |      | 1-2  | 4-3  | 2-1  | 1-0  | 0-1  | 3-1  | 1-0  | 0-1  | –––– | 4-1  | 2-2  | 1-2  | 0-3  |
| Sarpsborg 08 | 1-2  | 1-1  | 0-1  | 1-7  | 2-2  | 0-2  | 0-2  | 1-0  | 2-2  | 0-1  | 4-1  | 2-1  | –––– | 1-3  |      | 1-2  |
| Strømsgodset | 0-1  | 2-3  | 2-0  | 1-1  | 2-0  | 1-0  | 2-2  | 3-2  |      | 1-1  | 1-0  | 1-1  | 2-1  | –––– | 0-1  | 0-1  |
| Tromsø       | 0-0  | 2-4  | 3-0  | 3-3  | 0-1  | 1-2  | 0-0  | 1-2  | 0-2  | 4-0  | 3-2  | 3-0  | 0-3  |      | –––– | 2-2  |
| Viking       | 1-1  | 1-1  | 1-1  | 3-0  |      | 1-0  | 2-0  | 1-4  | 1-0  | 3-3  | 4-2  | 3-2  | 1-0  | 5-2  | 2-1  | –––– |

## Statistiche
Aggiornato all'11 novembre 2024

### Squadre

#### Capoliste solitarie
|    | —— | —— | —— | —— | ——         | ——         | ——         | ——         | ——         | ——         | ——         | ——         | ——         | ——         | ——         | ——         | ——         | ——         | ——         | ——         | ——         | ——         | ——         | ——         | ——         | ——  | ——    | ——  | ——  | —— |  |
|    |    |    |    |    | Bodø/Glimt | Bodø/Glimt | Bodø/Glimt | Bodø/Glimt | Bodø/Glimt | Bodø/Glimt | Bodø/Glimt | Bodø/Glimt | Bodø/Glimt | Bodø/Glimt | Bodø/Glimt | Bodø/Glimt | Bodø/Glimt | Bodø/Glimt | Bodø/Glimt | Bodø/Glimt | Bodø/Glimt | Bodø/Glimt | Bodø/Glimt | Bodø/Glimt | Bodø/Glimt |     | Brann |     |     |    |  |
|    |    |    |    |    |            |            |            |            |            |            |            |            |            |            |            |            |            |            |            |            |            |            |            |            |            |     |       |     |     |    |  |
|    |    |    |    |    |            |            |            |            |            |            |            |            |            |            |            |            |            |            |            |            |            |            |            |            |            |     |       |     |     |    |  |
| 1ª | 2ª | 3ª | 4ª | 5ª | 6ª         | 7ª         | 8ª         | 9ª         | 10ª        | 11ª        | 12ª        | 13ª        | 14ª        | 15ª        | 16ª        | 17ª        | 18ª        | 19ª        | 20ª        | 21ª        | 22ª        | 23ª        | 24ª        | 25ª        | 26ª        | 27ª | 28ª   | 29ª | 30ª |    |  |

#### Primati
- Maggior numero di vittorie:  Bodø/Glimt (18)
- Minor numero di vittorie:  Odd (5)
- Maggior numero di pareggi:  KFUM Oslo e  Kristiansund BK (10)
- Minor numero di pareggi:  Lillestrøm (3)
- Maggior numero di sconfitte:  Lillestrøm (18)
- Minor numero di sconfitte:  Bodø/Glimt e  Brann (4)
- Miglior attacco:  Bodø/Glimt (64 gol fatti)
- Peggior attacco:  Odd (25 gol fatti)
- Miglior difesa:  Bodø/Glimt (29 gol subiti)
- Peggior difesa:  Lillestrøm (55 gol subiti)
- Miglior differenza reti:  Bodø/Glimt (+35)
- Peggior differenza reti:  Odd (-25)

### Individuali

#### Classifica marcatori
| Gol |  |  | Giocatore                        | Squadra     |
| --- |  |  | -------------------------------- | ----------- |
| 14  |  |  | Kristian Eriksen                 | Molde       |
| 12  |  |  | Magnus Wolff Eikrem              | Molde       |
| 11  |  |  | Lars-Jørgen Salvesen             | Viking      |
| 11  |  |  | Aune Heggebø                     | Brann       |
| 10  |  |  | Morten Bjørlo                    | Fredrikstad |
| 10  |  |  | Johannes Andres Hummelvoll-Nunez | KFUM Oslo   |
| 10  |  |  | Kasper Høgh                      | Bodø/Glimt  |
| 10  |  |  | Zlatko Tripic                    | Viking      |
| 10  |  |  | Ole Saeter                       | Rosenborg   |